# Миндякский сельсовет
Миндякский сельсовет (бывший Миндякский поссовет) — муниципальное образование в Учалинском районе Башкортостана.
Согласно Закону о границах, статусе и административных центрах муниципальных образований в Республике Башкортостан имеет статус сельского поселения.

## Состав сельсовета
- с. Миндяк,
- д.  Казаккулово
- д. Карагужино,
- д. Кубагушево,
- с. Озёрный,
- д. Аслаево,
- д. Батталово,
- д. Узунгулово.

## История
Закон Республики Башкортостан от 17 декабря 2004 г. № 125-з «Об изменениях в административно-территориальном устройстве Республики Башкортостан, изменениях границ и преобразованиях муниципальных образований в Республике Башкортостан»,
статья 1. «Изменения в административно-территориальном устройстве Республики Башкортостан», п.137, статья 2 «Изменения границ и преобразования муниципальных образований в Республике Башкортостан», п.29:
137. Изменить границы города Учалы и Учалинского района согласно представленной схематической карте, передав из города Учалы Миндякский поссовет в состав территории Учалинского района.
Отнести рабочий поселок Миндяк Миндякского поссовета к категории сельского населенного пункта, установив тип поселения — село.
Отнести Миндякский поссовет к категории сельсовета с сохранением наименования «Миндякский».

Статья 2. Изменения границ и преобразования муниципальных образований в Республике Башкортостан
...
2. Изменить наименования следующих муниципальных образований:
29) по Учалинскому району и городу Учалы:
а) «Амангельдинский сельсовет» на «Амангильдинский сельсовет»;
б) «Миндякский поссовет города Учалы» на «Миндякский сельсовет»

Законом Республики Башкортостан от 19.11.2008 N 49–з “Об изменениях в  административно–территориальном устройстве Республики Башкортостан в связи с объединением отдельных сельсоветов и передачей населённых пунктов”:

“Внести следующие изменения в административно–территориальное устройство Республики Башкортостан:
43) по Учалинскому району:

 в) объединить Миндякский, Озёрный и Казаккуловский сельсоветы  с сохранением наименования "Миндякский" с административным центром в селе Миндяк.
Включить село Озёрный, деревни Аслаево, Батталово, Узунгулово Озёрного сельсовета, деревни Казаккулово, Карагужино, Кубагушево Казаккуловского сельсовета в состав Миндякского сельсовета.

Утвердить границы Миндякского сельсовета согласно представленной  схематической карте.

Исключить из учётных данных Озёрный и Казаккуловский сельсоветы 

## Население
| 2002  | 2009  | 2010  | 2012  | 2013  | 2014  | 2015  |
| ----- | ----- | ----- | ----- | ----- | ----- | ----- |
| 4653  | ↘4595 | ↘3812 | ↘3784 | ↘3761 | ↘3688 | ↘3614 |
| 2016  | 2017  | 2018  |       |       |       |       |
| ↘3518 | ↘3458 | ↘3394 |       |       |       |       |